# Frederick Smith (2e comte de Birkenhead)
Frederick Winston Furneaux Smith, 2e comte de Birkenhead (7 décembre 1907 - 10 juin 1975) est un historien britannique. Il est surtout connu pour avoir écrit une biographie controversée de Rudyard Kipling dont l'interdiction est demandée par la famille Kipling pendant de nombreuses années et qui paraît après sa mort.

## Biographie
Fils de FE Smith, 1er comte de Birkenhead, il est connu sous le nom de vicomte Furneaux à partir de 1922, lorsque son père, alors 1er vicomte Birkenhead, est créé comte de Birkenhead. Lord Furneaux fait ses études au Collège d'Eton et à Christ Church, Oxford et hérite des pairies de son père en 1930.
En 1935, il épouse l'honorable Sheila Berry (1913-1992), deuxième fille de William Berry (1er vicomte Camrose). Le couple a un fils, Frederick William Robin Smith, 3e comte de Birkenhead, en 1936 et une fille, Lady Juliet Margaret Smith (plus tard Lady Juliet Townsend), en 1941. Lady Juliet sert de Lady in Waiting à la princesse Margaret de 1965 à 2002; sa fille Eleanor Townsend est une filleule de la princesse. Lady Juliet est nommée Dame Commandeur de l'Ordre royal de Victoria (DCVO) dans les honneurs d'anniversaire de 2014 après avoir reçu le LVO en 1981 et est Lord Lieutenant du Northamptonshire de 1998 à 2014 . Elle est décédée le 29 novembre 2014 .
Pendant les trois premières années de la Seconde Guerre, Lord Birkenhead sert dans une unité antichar de l'armée territoriale. Après un cours au Collège d'état-major de Camberley, le major «Freddy» Birkenhead est affecté au département du renseignement politique du ministère des Affaires étrangères, populairement connu sous le nom de Political Warfare Executive, ou PWE en abrégé. Il est envoyé en Croatie, en tant que commandant en second d'une sous-mission dirigée par Randolph Churchill, sous la 37e mission militaire du brigadier Fitzroy Maclean, qui comprenait Evelyn Waugh. En conséquence, il joue un rôle de premier plan dans les journaux de Waugh.
Lord Birkenhead est secrétaire parlementaire privé de Lord Halifax (1938–1939), et Lord-in-waiting du roi George VI (1938–40 et 1951–52) et de la reine Élisabeth II (1952–55).

## Livres
- F.E.: The Life of F.E. Smith, first Earl of Birkenhead" (London, Eyre and Spottiswoode, 1960).
- Furneaux-Smith, F., The Professor and the Prime Minister: The Official Life of Professor F. A. Lindemann Viscount Cherwell, Boston: Houghton Mifflin Company, 1961
- Frederick Edwin Earl of Birkenhead (1933 and 1936)
- Strafford (Hutchinson & Co. Ltd, 1938)
- Lady Eleanor Smith: a memoir (1953)
- Life of Lord Halifax (1965)
- The life of Viscount Monckton of Brenchley (1969)
- Rudyard Kipling (1978)  (ISBN 978-0297775355)